# László Horváth
László Horváth   (Csorna, 21 d'abril de 1946 - 3 de juliol de 2025) va ser un pentatleta hongarès que va competir durant la dècada de 1970.
El 1980 va prendre part en els Jocs Olímpics d'Estiu de Moscou, on disputà dues proves del programa de pentatló modern. Junt a Tamás Szombathelyi i Tibor Maracskó guanyà la medalla de plata en la competició per equips, mentre en la competició individual fou dinovè.
En el seu palmarès també destaquen tres medalles en el Campionat del Món de pentatló modern, una de plata i dues de bronze entre el 1973 i 1979, així com nou campionats hongaresos entre el 1968 i 1977.